# Karl Eduard Hummel
Karl Eduard Hummel (* 29. Januar 1806 in Berlin; † 9. April 1892 in Düsseldorf)  war ein königlich preußischer Generalmajor und zuletzt Inspekteur der 3. Festungsinspektion.

## Herkunft
Seine Eltern waren der Bauinspekteur Karl Wilhelm Hummel und dessen Ehefrau Karoline Henriette Heidenreich.

## Leben
Er erhielt seine Schulbildung auf dem Köllnischen Gymnasium in Berlin. Von dort ging er am 8. Januar 1823 als Pionier in die 4. Pionier-Abteilung. Vom 1. Oktober 1823 bis zum 30. September 1827 war er an die Vereinigte Artillerie- und Ingenieurschule abkommandiert. In der Zeit wurde er am 15. März 1825 zum Portepeefähnrich ernannt und am 30. Dezember 1826 als überzähliger Seconde-Lieutenant in das 3. Ingenieur-Korps versetzt. Nach seiner Rückkehr am 1. Oktober 1827 ging er daher in die 4. Pionier-Abteilung, wo er am 29. September 1828 einrangiert wurde. Er wurde am 12. Februar 1831 zum Adjutanten der 4. Pionier-Abteilung ernannt und kam am 1. September 1833 zum Fortifikationsdienst nach Köln. Dort wurde er am 2. Dezember 1835 Adjutant der 2. rheinischen Festungsinspektion. Am 3. Juni 1841 erhielt er die Beförderung zum Premier-Lieutenant und am 3. Juli 1842 die Versetzung zum Fortifikationsdienst nach Wesel. Am 30. Dezember 1845 zum Hauptmann befördert, wurde er am 30. Mai 1848 erster Adjutant in der 6. Festungsinspektion. Am 11. März 1851 wurde er zum Ingenieur-Offizier vom Platz in Wesel ernannt und dort am 2. August 1854 zum Major und am 31. Mai 1859 zum Oberstleutnant befördert. Er wurde am 8. Oktober 1859 als Inspekteur in die 3. Festungsinspektion versetzt und am 18. Oktober 1861 zum Oberst ernannt. Er erhielt am 18. Januar 1863 den Roten Adlerorden 3. Klasse mit Schleife und am 7. August 1865 seinen Abschied mit dem Charakter als Generalmajor und Pension. Er starb am 9. April 1892 in Düsseldorf.
Hummel wurde 1847 wie folgt beurteilt: Mit gewissenhafter beharrlicher Sorge unter Aufopferung seiner Kräfte, Kenntnis- und Erfahrungsreich, widmet er sich erfolgreich dem Dienst. Seine Bestrebungen sind ehre- und anerkennenswert, seine Privatverhältnisse geordnet. Leidet zuweilen an rheumatischen Beschwerden.

## Familie
Er heiratete am 25. Juli 1833 in Köln Wilhelmine Mathilde Franziska Henriette Proebsting (* 16. Januar 1812), eine Tochter des Medizinalrates Johann Christian Gottfried Proebsting (1774–1813). Das Paar hatte eine Tochter: Auguste Charlotte Luise Bertha (* 19. August 1838).